# Tipula (Papuatipula) leucosticta
Tipula (Papuatipula) leucosticta is een tweevleugelige uit de familie langpootmuggen (Tipulidae). De soort komt voor in het Australaziatisch gebied.